# Kinesisk arkitektur

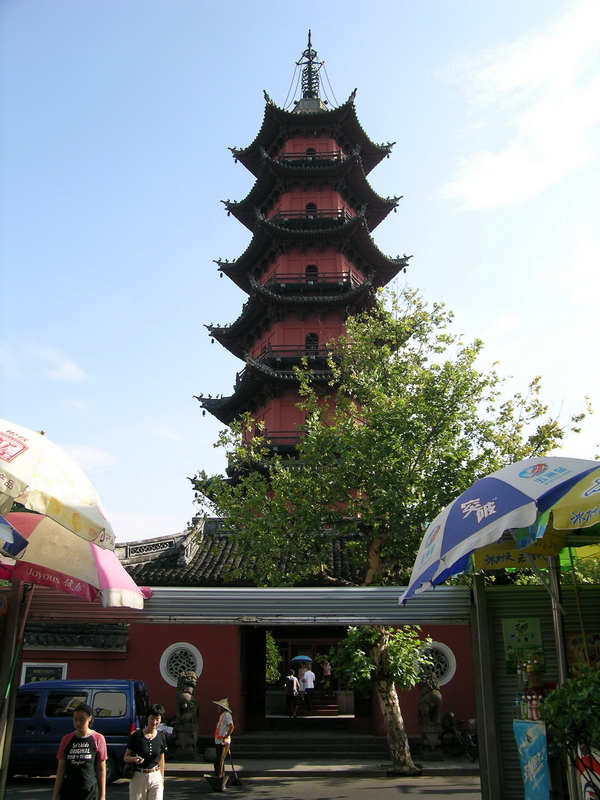
Pagod i Ningbo, Kina

Kinesisk arkitektur syftar på en arkitekturstil som växt fram i Asien över århundradenas lopp. De strukturella principerna för kinesisk arkitektur har inte ändrats i väsentlig grad, utan skillnaderna ligger på de dekorativa elementen. Sedan Tangdynastin har kinesisk arkitektur i hög grad influerat arkitekturstilarna i Japan, Korea, Taiwan och Vietnam.
Med kinesisk arkitektur avses här arkitekturen fram till introduktionen av västerländska byggnadsmetoder under tidigt 1900-tal. Under hela 1900-talet försökte dock västerländskt utbildade kinesiska arkitekter att kombinera de traditionella kinesiska designerna med modern byggnadsstil, vanligen i form av offentliga byggnader, men med begränsad framgång. Dessutom så har det tryck på utvecklingen och uppbyggnaden av stadskärnor av västerländsk typ lett till att traditionella kinesiska byggnader snabbt försvinner över hela Kina och även efterfrågan på sådana byggnader.

## Särdrag
Det finns vissa särdrag som är gemensamma för all kinesisk arkitektur oavsett från vilken region och för vilket syfte man byggt.
Det viktigaste är betoningen av den horisontella axeln, i synnerhet byggandet av en tung plattform och ett stort tak som flyter över denna bas, medan de vertikala väggarna inte betonats i motsvarande grad. Kinesisk arkitektur betonar det visuella intrycket av byggnadens bredd. Palatsen i Förbjudna staden till exempel är till exempel i jämförelse med motsvarande byggnader i Europa tämligen låga. Pagoder är naturligtvis undantagna från denna princip, men de är å andra sidan ganska ovanliga. Moderna västerländska arkitekter, som Jørn Utzon har inspirerats av denna typ av arkitektur.

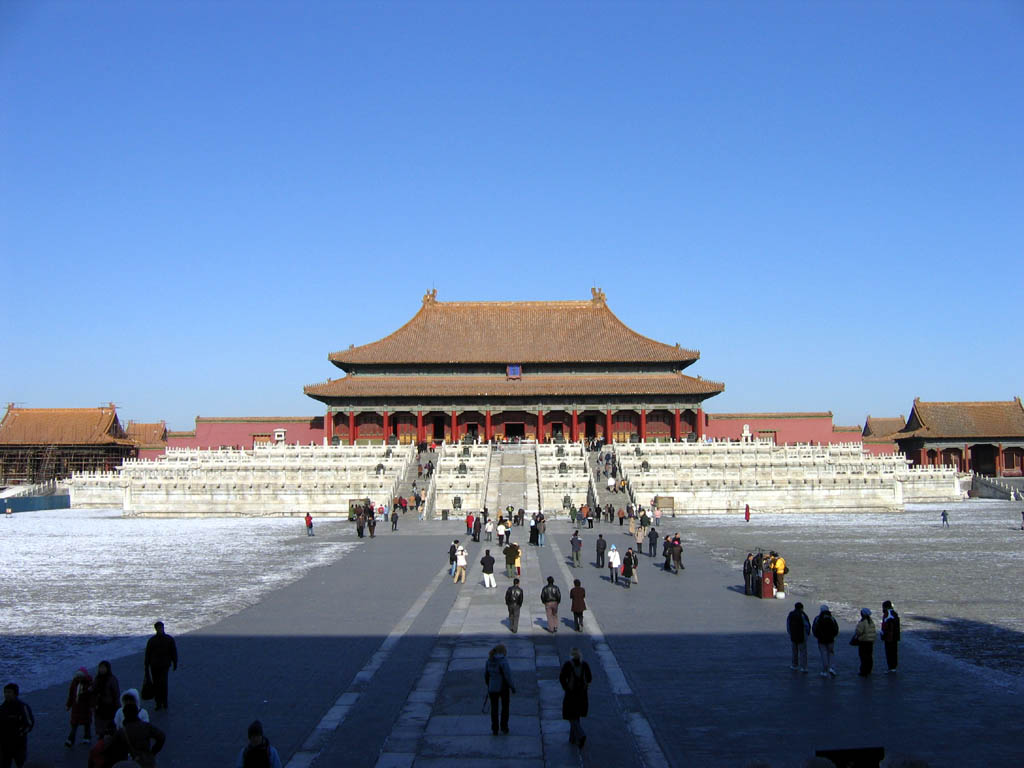
Palats i Förbjudna staden i Peking

Ett annat viktigt särdrag är betonandet av symmetri, likväl vid byggandet av bondgårdar som palats. I motsats till den symmetri som eftersträvas för byggnader, så var idealet för trädgården asymmetri, vilket ansåg efterlikna naturen.
Även om kinesiska byggnader kan vara uppförda i antingen rött eller grått tegel, så är träbyggnader vanligast. Dessa är tåligare vid jordbävningar, men känsliga för brand. Taket på en typisk kinesisk byggnad är böjt; det finns strikta kategorier av gaveltyper.

## Sovjetiska influenser
Efter den kommunistiska gerillan under Mao Zedongs seger över den nationalistiska Guomindangregeringens trupper under Chiang Kai-shek i det kinesiska inbördeskriget (1928-1949) och grundandet av Folkrepubliken Kina den 1 oktober 1949, kom landet att stå under kraftig påverkan från Sovjetunionen på alla områden: politik och ideologi, vetenskap och teknik, kultur, konst och arkitektur. Under 1950-talet bevittnade Kina en oerhört snabb ekonomisk utveckling, till största delen tack vare överföring av teknik och investeringar från Sovjetunionen. 
Den första sovjetiskinspirerade byggnad som uppfördes i Folkrepubliken var restaurangen "Moskva" i Peking. Denna byggnad var en gåva från Stalins regering till Kina, och är ett tydligt exempel på sovjetisk nyklassicism. Ett flertal möten mellan högt uppsatta sovjetiska makthavare och deras kinesiska motsvarigheter har genom årens lopp skett på denna restaurang. Byggnaden och dess ryska restaurang finns fortfarande kvar att besöka i Peking. 
Det andra stora sovjetiskinspirerade byggnadsverket som uppfördes var Shanghais internationella utställningshall. Även denna byggnad finns fortfarande kvar och är i gott skick. Den används fortfarande som utställningshall för stora kommersiella mässor. Byggnaden är troligen ett av de vackraste exemplen på sovjetisk arkitektur i Kina, med stora infattade glasfönster med den röda stjärnan. Hela skapelsen pryds av hög kyrkspireliknande skapelse, toppad av en röd stjärna.
Manchuriet (nordöstra Kina) var den region dit den sovjetisktunderstödda industriella och tekniska utvecklingen kom att koncentreras. Omfattande uppbyggnad av tung industri skedde i detta området, finansierad med sovjetiska lån och under överinsikt av "sovjetiska experter". I det här området finns otaliga exempel på vacker industriell arkitektur, ofta med tydliga sovjetiska influenser. Stora delar av det här industriarkitektoniska kulturella arvet befinner sig i dag i ett bedrövligt skick. Stora delar har redan rivits, eller står under akut risk att rivas.

## Kinesisk arkitektur efter 1978
Kinesisk arkitektur har efter 1978 kommit att präglas av ett stort mått av experimenterande med olika stiltyper. Vad som verkar ha utvecklats till dominant stilriktning är en form av postmodernism, som av vissa utländska kommentatorer beskrivits som gränsande till kitsch. Den här stilen kombinerar gärna antika kolonner och kapitäl med stora inglasade entréer.